# Guston
Guston är en ort och civil parish i grevskapet Kent i sydöstra England. Orten ligger i distriktet Dover, strax norr om Dover. Civil parishen hade 1 684 invånare vid folkräkningen år 2021.